# Khadija Haouati
Khadija Haouati (en arabe : خديجة حواطي), née le 5 mars 1965, est une judokate marocaine. 

## Carrière
Khadija Haouati  dispute le tournoi des moins de 52 kg des Jeux olympiques d'été de 1988 à Séoul ; éliminée en quarts de finale par la Française Dominique Brun, elle sort en repêchages contre la Japonaise Kaori Yamaguchi.
Elle est médaillée de bronze dans la catégorie des moins de 56 kg aux Championnats d'Afrique de judo 1990 à Alger.